# June Allyson
June Allyson, ursprungligen Eleanor Geisman, född 7 oktober 1917 i The Bronx i New York, död 8 juli 2006 i Ojai, Kalifornien, var en amerikansk skådespelare, dansare och sångerska. Bland Allysons filmer märks Tre hjärtan i otakt (1944), Leve kärleken (1947), De tre musketörerna (1948), Säg ja till livet (1949), För ung för kyssar (1951), Moonlight Serenade (1954) och En stol är ledig (1954).

## Biografi
Allyson började sin karriär som balettflicka på Broadway. Hon hade stor framgång i musikalen Det spritter i benen och for iväg till Hollywood där hon upprepade succén på filmduken 1943. Med sin hesa röst och okynniga leende blev hon snabbt en av de stora stjärnorna i en rad musikalfilmer på 1940-talet. Under 1950-talet bytte hon till mer dramatiska, men likväl "snälla" roller, ofta som hängiven hustru till en framgångsrik man, som till exempel Moonlight serenade, där hon spelade Glenn Millers hustru.
Efter filmkarriären i Hollywood återgick hon till att arbeta på olika teatrar på Broadway. Hon lämnade teatern 1985 och blev då talesman för Depend, ett nätverk för personer med inkontinensproblem.
Allyson var gift fyra gånger, i första äktenskapet med skådespelaren Dick Powell från 1946 fram till dennes död 1963.

## Filmografi i urval
- 1943 – Det spritter i benen
- 1943 – Vi i vilda västern
- 1944 – Tre hjärtan i otakt
- 1944 – Musik för miljoner
- 1945 – Hennes höghet och hotellpojken
- 1946 – Guld i strupen
- 1946 – Efter regn kommer solsken
- 1947 – Den förtrollade ön
- 1947 – Leve kärleken
- 1948 – De tre musketörerna
- 1948 – I mitt hjärta det sjunger
- 1949 – Unga kvinnor
- 1949 – Säg ja till livet
- 1951 – För ung för kyssar
- 1952 – Flicka i vitt
- 1954 – Moonlight serenade
- 1954 – En stol är ledig
- 1954 – Kvinnans värld
- 1955 – Rymden är mitt liv
- 1955 – Främlingen vid min sida
- 1956 – Äventyr på linjebuss
- 1995 – Mord, mina herrar (TV-serie)